# 限界均等化原理
限界均等化原理（げんかいきんとうかげんり、英: equimarginal principle）または限界原理とは、トレードオフの関係のものを単位あたり（限界：marginal）で等しくすると、最も効率が良くなるという、ミクロ経済学の原理の1つ。新古典派経済学の核となる原理。
効用理論においては限界効用が、環境経済学においては限界費用が著名。